# Unión por Mónaco
La Unión por Mónaco es una alianza política centrista en Mónaco.  Está formada por la Unión por el Principado, la Unión Nacional para el futuro de Mónaco y la Promoción de la familia monegasca.  Desde 2018, ocupa 1 de los 24 escaños en el Consejo Nacional de Mónaco.

## Resultados electorales

### Consejo Nacional de Mónaco
| Año  | Votos  | %     | Resultado | +/-         | Gobierno            |
| ---- | ------ | ----- | --------- | ----------- | ------------------- |
| 2003 | 60 339 | 58,45 | 21/24     |             | Gobierno en mayoría |
| 2008 | 53 523 | 52,20 | 21/24     | Sin cambios | Gobierno en mayoría |
| 2013 | 43 743 | 38,99 | 3/24      | 18          | Oposición           |
| 2018 | 17 895 | 16,19 | 1/24      | 2           | Oposición           |